# Italienische Botschaft in Washington, D.C.

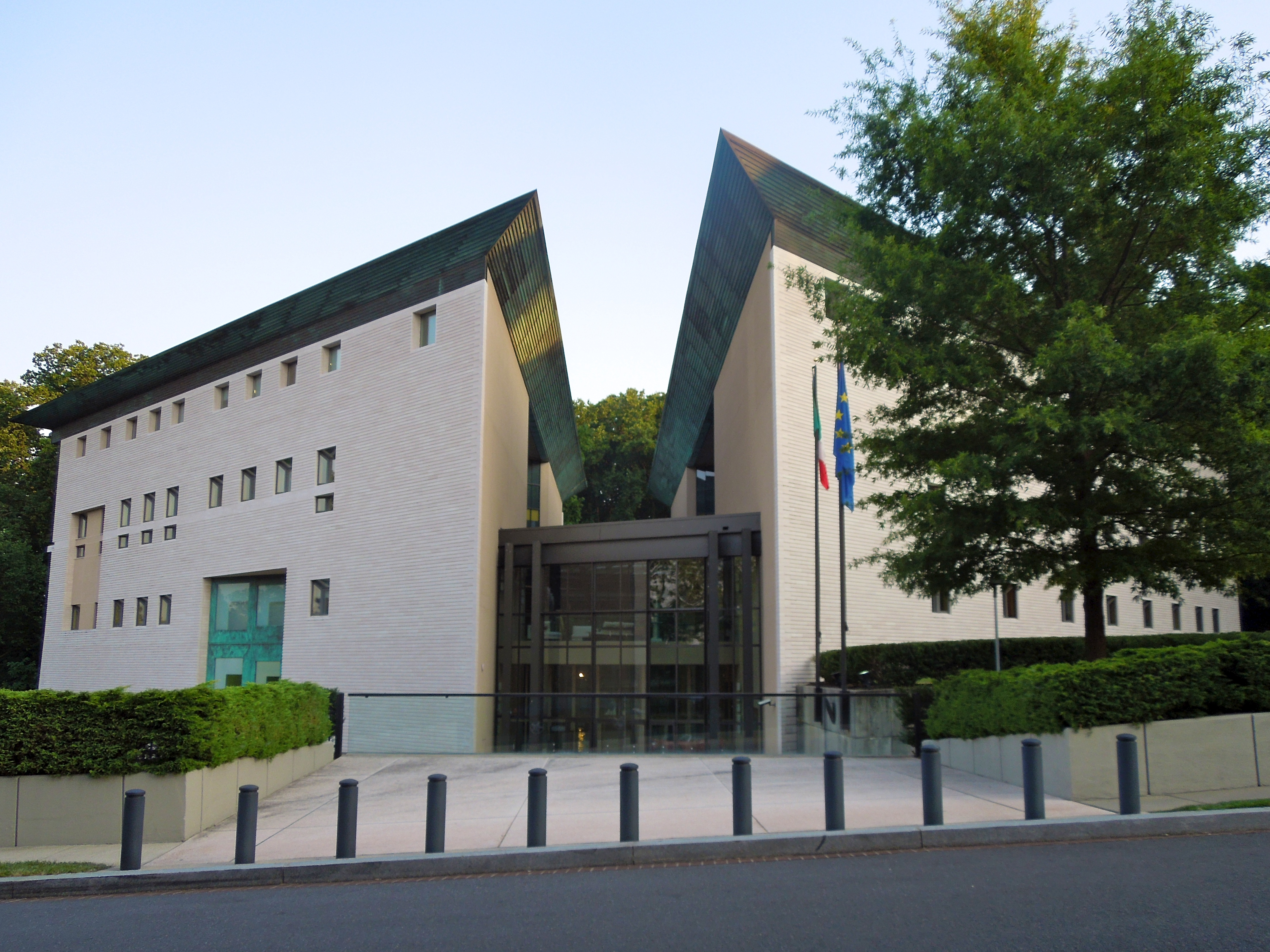
Neue italienische Botschaftskanzlei an der Massachusetts Avenue

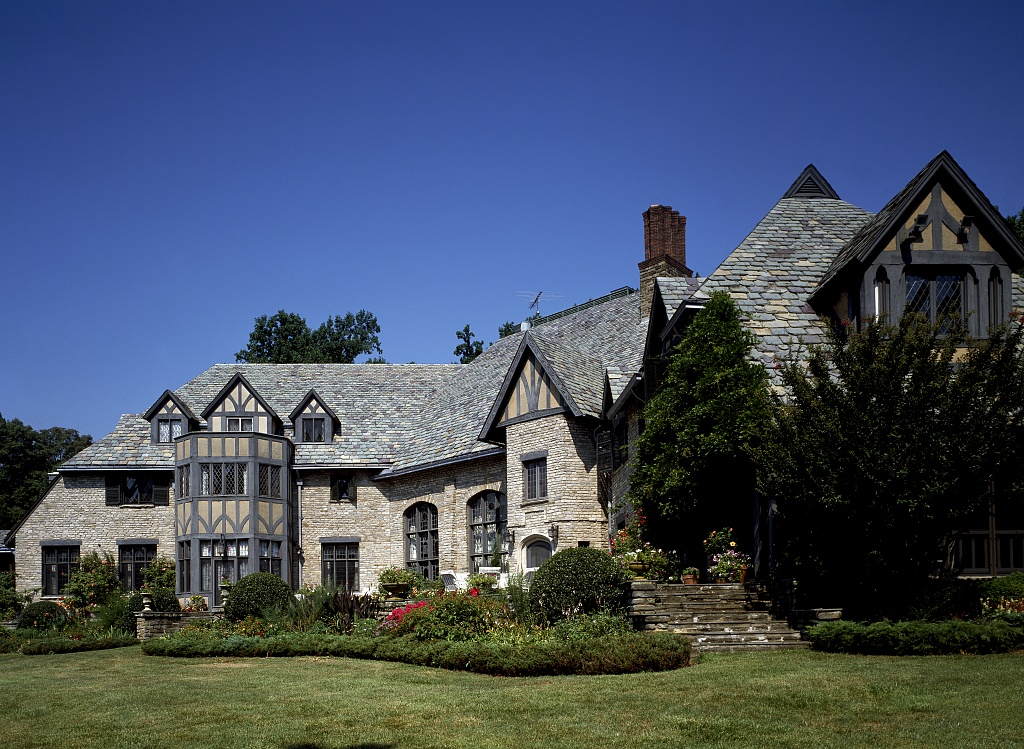
Villa Firenze, Residenz des italienischen Botschafters in Washington

Die Italienische Botschaft in Washington D.C. ist die diplomatische Vertretung Italiens in den Vereinigten Staaten. Sie befindet sich im Nordwesten des Stadtzentrums von Washington, D.C. an der Massachusetts Avenue und der von dort abzweigenden Whitehaven Street.

## Geschichte
Mit der Einrichtung diplomatischer Vertretungen in den Vereinigten Staaten begann als erster italienischer Staat 1826 das Königreich beider Sizilien, 1832 folgte das Königreich Sardinien-Piemont. Da aus Letzterem 1861 im Risorgimento das Königreich Italien hervorging, entstand aus dessen diplomatischer Vertretung auch die heutige italienische Botschaft.
1870 befand sich die italienische Mission in der 2017 G Street. Unter der von 1881 bis 1901 andauernden Amtszeit des Botschafters Saverio Fava wechselte die Botschaft achtmal ihren Sitz, in den folgenden 24 Jahren nochmals fünfmal. 1925 richtete sich die Botschaft in einem neuen, relativ kleinen, von den Architekten Warren und Wetmore entworfenen Neorenaissance-Bau an der 16th und Fuller Street ein. Im Lauf der Zeit mussten verschiedene Organisationseinheiten an andere Standorte ausgelagert werden. Mit dem Bau des neuen, wesentlich größeren Kanzleigebäudes an der Massachusetts Avenue wurde 1996 begonnen, der Umzug erfolgte im Jahr 2000.
Als Residenz des Botschafters erwarb man 1976 die Villa Firenze, ein Landhaus im Rock Creek Park, das Colonel Arthur O’Brien von 1925 bis 1927 errichten ließ. 1942 erwarb Colonel Robert Guggenheim das Anwesen, baute es teilweise im italienischen Landhausstil um und benannte es nach seiner Mutter Florence Villa Firenze. Die Villa mit ihrem neun Hektar großen Park an der 2800 Albemarle Street und 4400 Broad Branch Road in Forest Hills (⊙) ist bis heute Wohnsitz des italienischen Botschafters, der sie auch für dienstliche Empfänge nutzt.